# Pic Crazy
Le pic Crazy, Crazy Peak en anglais, est un sommet du Montana, aux États-Unis. Il s'élève à 3 417 mètres d'altitude, ce qui en fait le point culminant des monts Crazy, dans les montagnes Rocheuses. Il a la plus forte hauteur de culminance de tous les sommets du Montana. Son versant nord-est abrite un petit glacier. Le sommet se situe dans la forêt nationale de Gallatin.